# Hermann Meyer (Politiker, 1887)
Hermann Meyer (* 30. Oktober 1887 in Dorp bei Solingen; † 13. Dezember 1943 in Berlin) war ein deutscher Ministerialbeamter und Politiker (SPD).

## Leben
Hermann Meyer wurde als Sohn eines Fabrikarbeiters geboren. Er besuchte von 1893 bis 1901 die Volksschule, machte eine Lehre und arbeitete anschließend als Packer, Expeditionsgehilfe und Fabrikarbeiter in der Solinger Industrie für Stahlwaren. Von 1907 bis 1912 war er als Angestellter bei der Allgemeinen Ortskrankenkasse, von 1912 bis Januar 1926 als Geschäftsführer des Spar- und Bauvereins Solingen und von Februar 1926 bis Februar 1930 als Geschäftsführer des Verbandes sozialer Baubetriebe in Solingen tätig. 1916 übernahm er auch die Geschäftsführung des Verbandes Sozialer Baubetriebe eGmbH mit Sitz in Berlin. Von 1921 bis 1930 war er Vorstandsmitglied der Stadt-Sparkasse Solingen und Vorstandsmitglied bzw. Vorsitzender der AOK Solingen. Seit 1925 arbeitete er außerdem als Redakteur für die Blätter für Wohnungswesen. Im März 1930 wurde er als Ministerialdirektor ins Preußische Ministerium für Volkswohlfahrt nach Berlin berufen.
Neben seinen beruflichen Tätigkeiten bekleidete Meyer zahlreiche Posten in Verbänden, Beiräten und Aufsichtsräten, vornehmlich in denen der Wohnungs- und Bauwirtschaft. Er agierte sowohl auf regionaler, als auch auf nationaler Ebene. So war er unter anderem Aufsichtsrats- bzw. Vorstandsmitglied der Verbraucherkammer der Rheinprovinz, der Deutschen Bau- und Bodenbank AG Berlin, der Deutschen Bauhütte AG Berlin, der Deutschen Wohnungsfürsorge AG Berlin, der Rheinischen Wohnungsfürsorge GmbH Düsseldorf, der Verbandskasse Rheinischer Bauvereine GmbH Düsseldorf, der Gemeinnützigen Bauverein AG Essen, der Bauhüttenbetriebsverband GmbH Essen sowie der Stahlwarenproduktion „Solidarität“ GmbH Solingen. Darüber hinaus war er Verwaltungsratsmitglied der Preußischen Landespfandbriefanstalt Berlin.
Meyer trat in die SPD ein und wurde 1906 Vorsitzender des parteiinternen Jugendbildungsvereins in Solingen. Während der Novemberrevolution war er Mitglied des Solinger Arbeiter- und Soldatenrates, danach von 1919 bis 1931 Stadtverordneter und Vorsitzender der SPD-Ratsfraktion. Bei der Reichstagswahl im Juni 1920 kandidierte er erfolglos für den Reichstag. Nicht ein Jahr später, im Februar 1921, wurde er als Abgeordneter in den Preußischen Landtag gewählt, dem er ohne Unterbrechung bis zum Ende der dritten Legislaturperiode 1932 angehörte. Im Parlament vertrat er den Wahlkreis 22 (Düsseldorf-Ost). Des Weiteren war er von 1930 bis 1933 stellvertretender Bevollmächtigter Preußens zum Reichsrat.
Nach dem „Preußenschlag“ wurde Meyer 1932 in den einstweiligen Ruhestand versetzt und schied als Ministerialdirektor aus dem preußischen Staatsdienst aus. Im Anschluss fungierte er bis 1933 als Vorsitzender der Vereinigung gemeinnütziger Wohnungsunternehmen. Seinen Lebensabend verbrachte er in Berlin, wo er 1943 verstarb. Sein Grab befindet sich auf dem evangelischen Friedhof an der Grünbaumstraße in Solingen.

## Ehrungen
Die Hermann-Meyer-Straße im Solinger Stadtteil Höhscheid wurde im Juli 2006 nach ihm benannt.